# Черноморский банк торговли и развития
Черноморский банк торговли и развития (англ. Black Sea Trade and Development Bank (BSTDB)) — международная финансовая организация, созданная с целью поддержки регионального развития и кооперации стран Черноморского региона. Создан в качестве финансового института Организации черноморского экономического сотрудничества 24 января 1997 года.

## Цели и задачи
Целями банка являются развитие торговых связей в регионе, содействие реализации международных проектов, содействие иностранным инвестициям, предоставление гарантий при развитии торговых и экономических связей как на государственном уровне, так и в частном бизнесе.
Черноморский банк торговли и развития относится к международной организации Черноморское экономическое сотрудничество. Основополагающим документом, определяющим деятельность ЧБТР является Соглашение о создании Черноморского банка торговли и развития, зарегистрированного ООН.
Уставный капитал банка 3 млрд СДР.

## Страны — члены ЧБТР
- Албания
- Армения
- Азербайджан (5%)
- Болгария
- Грузия
- Греция
- Молдова
- Румыния
- Россия
- Турция
- Украина

## Деятельность
Банк предоставляет финансирование странам-участниками на реализацию различных проектов, осуществляемых странами. 
Банк предоставляет финансирование банкам стран в качестве рефинансирования, крупным юридическим лицам. Осуществляет деятельность в области торгового финансирования. 

### В Азербайджане
Осуществляются проекты с ГНКАР, SOCAR Türkiye. Осуществлено финансирование оборотного капитала Socar Trading, Шах-Дениз. 
На 2022 год портфель финансирования в Азербайджане распределяется следующим образом:
- 47,5 % - финансирование малых и средних предприятий
- 35 % - финансирование энергетического сектора
- 8,4 % - финансирование сектора недвижимости
- 4,8 % - потребительское финансирование
- 4,4 % - финансирование сектора промышленности

Всего в Азербайджане профинансировано 39 проектов на сумму 500 млн. евро.

## Президенты
- Ихсан Угур Деликанлы (16 июля 2014 — 16 июля 2018)
- Дмитрий Панкин (16 июля 2018 — 16 июля 2022)[3]
- Серхат Кёксал (с 16 июля 2022)[4]